# Alnarpsån
Alnarpsån är ett vattendrag i västra Skåne. Ån är sju kilometer lång och mynnar i Öresund strax norr om Spillepengen. På vägen dit passerar den Hjärup, Åkarp och Arlöv. Ån har ett avrinningsområde på 21 km². Av det är 40% tätort och 47% jordbruksmark. Den är därför till stor del påverkad av människan, vilket resulterar i bland annat övergödning. Av kvävet kommer ungefär 75% från jordbruksmarken och 25% från tätorternas dagvatten. För fosfor är fördelningen 50/50. Vattendraget har rätats ut i betydlig omfattning.